# ГЕС Монтейнар-Авіньйоне
ГЕС Монтейнар-Авіньйоне (фр. Monteynard-Avignonnet) — гідроелектростанція на південному сході Франції. Входить до каскаду ГЕС на річці Драк (ліва притока Ізеру, який через Рону належить до сточища Ліонської затоки Середземного моря), що дренує західну частину Альп Дофіне та східну частину Французьких Передальп. Розташована між ГЕС Cognet (вище за течією) та ГЕС St Georges de Commiers.
Водосховище станції об'ємом 275 млн м3 утримує бетонна аркова гребля Monteynard заввишки 153 метри, завдовжки 230 метрів та завтовшки від 5 до 20 метрів, на спорудження якої пішло 457 тис. м3 матеріалу.
Машинний зал ГЕС обладнаний чотирма турбінами типу Френсіс загальною потужністю 360 МВт, які при напорі у 127 метрів забезпечують виробництво 495 млн кВт-год електроенергії на рік.